# Dulichiopsis remis
Dulichiopsis remis är en kräftdjursart som först beskrevs av J. L. Barnard 1964.  Dulichiopsis remis ingår i släktet Dulichiopsis och familjen Podoceridae. Inga underarter finns listade i Catalogue of Life.